# Itoplectis cristatae
Itoplectis cristatae là một loài tò vò trong họ Ichneumonidae.